# Trem Suburbano do Vale do México
O Trem Suburbano do Vale do México, também conhecido como Trem Suburbano da Região Metropolitana do Vale do México, é uma rede de sistemas de trem suburbano que opera na Região Metropolitana do Vale do México, no México. É operado pela Ferrocarriles Suburbanos, S.A.P.I. de C.V., subsidiária da Construcciones y Auxiliar de Ferrocarriles.
É composto atualmente por um único sistema em operação, o Sistema 1, que possui 7 estações e 27 km de extensão. O sistema entrou em operação no dia 7 de maio de 2008.
Atualmente, atende 3 municípios do estado do México, que são: Cuautitlán, Tlalnepantla de Baz e Tultitlán. Atende também as demarcações territoriais de Azcapotzalco e de Cuauhtémoc, situadas na Cidade do México. O sistema registrou um tráfego total de cerca de 57 milhões de passageiros em 2017.

## História

### Proposta inicial

Propostas de sistemas de trem suburbano do governo do México feitas entre 1999 e 2008.

No ano de 1997, o governo do México propôs a implantação de uma linha de trem suburbano que circularia na antiga ferrovia que conectava a Cidade do México ao município de Cuernavaca, situado no estado de Morelos. A linha proposta teria 24 km, transportaria diariamente cerca de 42 mil passageiros e faria conexão com 4 linhas do Metrô da Cidade do México.
Em 1999, o diretor geral de Tarifas, Transporte Ferroviário e Multimodal da Secretaría de Comunicaciones y Transportes (SCT) do México, Oscar Santiago Corzo Cruz, levantou a possibilidade de se implementar uma rede de trens suburbanos nos 242 km da malha ferroviária do Vale do México. A rede contaria com três sistemas troncais:
1. Um sistema ligando a antiga estação ferroviária de Buenavista, situada na Cidade do México, ao município de Cuautitlán, localizado no estado do México;
2. Um segundo sistema que ligaria os municípios de Ecatepec de Morelos e de Naucalpan de Juárez, ambos do estado do México, passando pela Estação Buenavista;
3. Um outro sistema, que iria ligar o entorno do Bosque de San Juan de Aragón, localizado na demarcação territorial de Gustavo A. Madero, ao município de La Paz, situado no estado do México;

Cada sistema troncal contaria com ramais responsáveis por atender os seguintes municípios: Chalco, Nextlalpan, Tecámac, Teotihuacán e Texcoco.

### Novo projeto

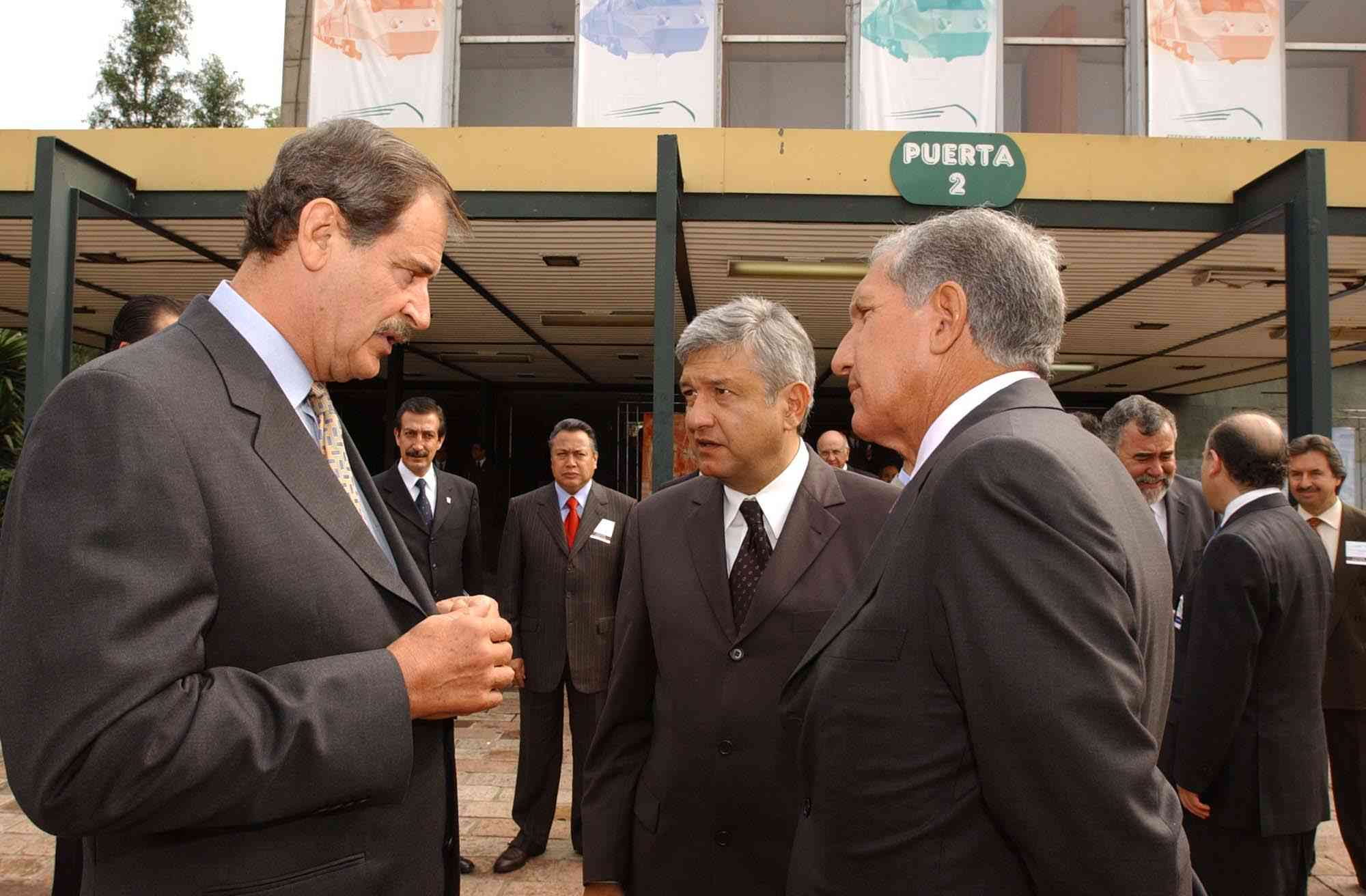
Vicente Fox, Andrés Manuel López Obrador e Arturo Montiel durante a assinatura do acordo de colaboração para a implementação do Trem Suburbano.

Apesar da troca do presidente do México em dezembro de 2000, ocasião em que Vicente Fox assumiu o poder, as autoridades da Secretaría de Comunicaciones y Transportes ainda pretendiam criar uma rede de trens suburbanos para atender boa parte da demanda de transporte público da Região Metropolitana do Vale do México. Em junho de 2001, o secretário geral do Sindicato dos Trabalhadores Ferroviários da República Mexicana, Víctor Flores Morales, informou aos meios de comunicação que a SCT estaria realizando estudos de viabilidade visando a construção de um ramal ferroviário no norte da Cidade do México. Morales declarou que a linha, que contaria com 15 trens e teria a antiga estação ferroviária de Buenavista como um de seus terminais, permitiria agilizar o transporte de passageiros da região, além de servir como uma alternativa ao Metrô da Cidade do México.
Após uma série de discussões e acordos entre o governo federal e os governos locais da Cidade do México e do estado do México, decidiu-se que seria construído um sistema de trens suburbanos, cujo projeto seria baseado, em grande parte, na proposta feita pelo governo anterior, em 1999. No dia 11 de junho de 2003, na antiga estação ferroviária de Buenavista, o presidente Vicente Fox participou, junto com outras autoridades, da assinatura do acordo de colaboração para a implementação do projeto do Trem Suburbano, cuja primeira etapa contemplava o que hoje é o Sistema 1.

### Primeira licitação
No dia 11 de dezembro de 2003, a Secretaría de Comunicaciones y Transportes (SCT) publicou o edital da licitação do Sistema 1. As empresas que entraram no concurso de licitação foram: Bombardier Transportation, Ferrosur, Alstom, Construcciones y Auxiliar de Ferrocarriles (CAF), Grupo México, Elecnor, Inversiones en Autotransportes Mexicanos, Siemens e Mitsui. Algumas empresas juntaram-se para formar os seguintes consórcios:
- Consórcio Alstom, integrado por: Alstom Transporte, SA de CV (1,5%); Alstom Transport, SA (Francia) (11,0%); ICA-COI, SA de CV (México) (12,5%); Grupo Hermes, SA de CV (México) (50%) e Inverse, SA de CV (México) (25,0%). O operadores do sistema seriam a RATP e/ou o Roggio.
- Consórcio CAF, integrado por: Construcciones y Auxiliar de Ferrocarriles, SA (España) (50,0%); Inversiones en Concesiones Ferroviarias, SA (España) (30%); Estrella Blanca, SA de CV (México) (20%). Os operadores do sistema seriam o ADIF e/ou a Renfe.

Como as empresas restantes desistiram do processo licitatório, os dois consórcios foram os únicos finalistas. No dia 28 de junho de 2005, o consórcio CAF foi desclassificado pois o projeto entregue apresentava uma série de indefinições de caráter técnico e não havia sido desenvolvido com base nos requisitos da licitação. Seis dias depois, em 4 de julho, a SCT decidiu declarar deserta a licitação, mencionando que haveria uma falha técnica na proposta do consórcio Alstom. Antes das irregularidades serem apresentadas, deputados do Partido da Revolução Democrática (PRD) haviam exigido ao governo federal mais transparência no processo de licitação.

### Segunda licitação
Em 12 de julho de 2005, a Secretaría de Comunicaciones y Transportes publicou, em Diário Oficial, as novas regras da licitação. Os consórcios Alstom e CAF foram os únicos a participarem do novo chamado, embora o grupo Estrella Blanca tenha decidido sair do consórcio CAF. No dia 24 de agosto de 2005, o consórcio CAF foi declarado vencedor da licitação, tornando-se responsável pelo fornecimento de insumos, pela construção e pela operação durante 30 anos do Sistema 1 do Trem Suburbano do Vale do México. A operação do sistema ficou a cargo de uma subsidiária da Construcciones y Auxiliar de Ferrocarriles, a Ferrocarriles Suburbanos, S.A.P.I. de C.V..
Posteriormente, no dia 26 de novembro de 2007, o jornalista Jacobo Zabludovsky, em sua coluna do jornal El Universal, revelou uma suposta interferência do então rei da Espanha, Juan Carlos, e do presidente espanhol na época, José Luis Rodríguez Zapatero, em favor da Construcciones y Auxiliar de Ferrocarriles (CAF), cuja sede localiza-se no município de Beasain. O rei teria solicitado ao então presidente mexicano, Vicente Fox, uma segunda chance para a CAF participar do processo licitatório do sistema. Nenhuma das partes envolvidas pronunciou-se a respeito da acusação.

### Inauguração do Sistema 1
O primeiro trecho do Sistema 1, entre as estações Buenavista e Lechería, foi inaugurado no dia 7 de maio de 2008 em evento que, apesar de não contar com autoridades do governo da Cidade do México, teve a presença de Felipe Calderón, então presidente do México, e do governador do estado do México na época, Enrique Peña Nieto. O sistema esteve em fase de testes entre os dias 7 e 31 de maio, período este em que o acesso ao sistema era gratuito, embora não fosse possível embarcar ou desembarcar de estações intermediárias. A operação comercial foi iniciada em 1º de junho. No dia 5 de janeiro de 2009, o trecho licitado que faltava ser inaugurado, entre as estações Lechería e Cuautitlán, foi finalmente entregue.

## Linhas
A rede é composta por um único sistema em operação, o Sistema 1. Foi inaugurada em 2008, possuindo hoje 7 estações e 27 km de extensão.
A tabela abaixo lista o nome, as estações terminais, o ano de inauguração, a extensão e o número de estações do sistema em operação:
| Linha | Terminais                       | Ano de inauguração | Extensão | N.º de estações |
| ----- | ------------------------------- | ------------------ | -------- | --------------- |
|       | Buenavista ↔ Estação Cuautitlán | 2008               | 27 km    | 7               |

## Estações
O sistema é composto por 7 estações em operação, das quais todas são superficiais. As estações que estão em operação são listadas a seguir:
| · Sistema 1 | - Buenavista - Fortuna - Tlalnepantla - San Rafael - Lechería - Tultitlán - Cuautitlán |